# Forlì
Forlì (romanyol nyelven Furlè) település Olaszországban, Emilia-Romagna régióban, Forlì-Cesena megyében. Lakosainak száma 116 440 fő (2023. január 1.).

## Fekvése
Forlì Bertinoro, Faenza, Meldola, Ravenna, Brisighella, Castrocaro Terme e Terra del Sole, Forlimpopoli, Predappio és Russi községekkel határos.

## Népesség
A település lakossága az elmúlt években az alábbi módon változott:
| Lakosok száma | 118 652 | 117 859 | 117 946 | 117 863 | 116 440 |
|               | 2012    | 2016    | 2017    | 2018    | 2023    |

## Híres szülöttei
- Gaetano Pasqui (1807–1879), mezőgazdász, az olasz sörkészítés egyik úttörője, a komlótermesztés meghonosítója.[2]
- Itt született 1682-ben Battista Giovanni Morgagni anatómus, a kórbonctan megalapozója